# Isagro
Isagro S.p.A. è una società per azioni italiana che opera nel settore chimico.
È quotata alla Borsa di Milano, negli indici FTSE Italia Small Cap e FTSE Italia STAR, dove è presente anche con le azioni sviluppo.
Si tratta di nuove azioni emesse con l'aumento di capitale del novembre 2013, che a fronte del diritto di voto limitato, offre dividendi maggiorati. In caso di cessione o perdita della quota di controllo, le azioni sviluppo vengono convertite automaticamente in ordinarie.

## Attività
Isagro è una small global company che operando a livello mondiale nel settore degli agrofarmaci, investe direttamente nella ricerca di nuove molecole e nello sviluppo di principi attivi con basso impatto ambientale. Fra i vari prodotti: fungicidi, insetticidi, erbicidi, feromoni, biostimolanti, fungicidi biologici. 
La produzione viene realizzata in 5 stabilimenti, 4 in Italia (Adria, Aprilia, Bussi sul Tirino e Novara) e 1 in India (Panoli-nordovest di Mumbai, stato del Gujarat).
La società ha una presenza distributiva diretta in Colombia, India, Spagna e Stati Uniti, mentre negli altri Paesi è presente grazie ad accordi commerciali con partner locali.

## Storia
È stata fondata nel 1992, come Società a responsabilità limitata, acquisendo da EniChem Agricoltura, il ramo agrofarmaci (insetticidi, erbicidi, fungicidi).
Nel 1993 viene rilevata da una cordata di imprenditori italiani e diventa una società per azioni.
Nel 2003 avviene la quotazione per finanziare i progetti di sviluppo. Per rendere operativa la nuova strategia si acquisisce nel 2002 il ramo di azienda agrochimico di Caffaro che porta in dote, fra l'altro, una rete distributiva in Italia e in Spagna.
Nel 2004 si inaugura la succursale di Cuba, si costituisce Isagro Brasil Ltda, nonché Isagro Argentina Limitada.
Nel 2006 viene costituita Isagro Sud Africa Ltd. e Isagro Sipcam International, una joint venture paritetica tra Isagro e Sipcam, con la missione di acquisire partecipazioni, acquisire e/o sviluppare prodotti di comune interesse
Nel 2011 Isagro completa il suo riposizionamento strategico con il disimpegno dalla distribuzione in Italia e in Brasile. In particolare è stata ceduta la partecipazione del 50% nella società distributiva Isagro Italia S.r.l. alla giapponese Sumitomo Chemical Company Ltd. Sottoscritti anche dei contratti a medio-lungo termine per la distribuzione dei prodotti di Isagro da parte di Sumitomo Chemical Italia. Isagro ha poi ceduto il 50% del capitale della società distributiva Sipcam Isagro Brasil S.A. alla indiana United Phosforus.
Nel 2013 stringe un'alleanza strategica con Gowan (società statunitense operante nel settore degli agrofarmaci) per sinergie di business, rafforzamento finanziario, accorciamento e semplificazione della struttura di controllo.

## Consiglio di Amministrazione
- Presidente e Amministratore delegato: Giorgio Basile
- Vice Presidente: Maurizio Basile
- Amministratore: Riccardo Basile
- Amministratore: Christina Economou
- Amministratore: Gianni Franco
- Amministratore: Enrica Maria Ghia - amministratore indipendente
- Amministratore: Adriana Sartor - amministratore indipendente
- Amministratore: Stavros Sionis- amministratore indipendente

§ Segretario del Consiglio di Amministrazione: Filippo de' Donato
Dati aggiornati al 23 marzo 2018 secondo quanto riporta il sito della società .

## Collegio Sindacale
- Presidente: Cova Filippo
- Sindaco Effettivo: Bagnasco Giuseppe
- Sindaco Supplente: Costanza Claudia

Dati aggiornati al 23 marzo 2018 secondo le comunicazioni pervenute alla Consob.

## Partecipazioni
- Isagro Argentina - 100% (95% diretta, 5% di Isagro España)
- Isagro Asia - 100%
- Isagro Australia - 100%
- Isagro Brasil - 100% (99% diretta, 1% di Isagro España)
- Isagro Chile - 100% (90% diretta, 10% di Isagro España)
- Isagro Colombia - 100%
- Isagro España - 100%
- Isagro Shanghai - 100%
- Isagro South Africa - 100%
- Isagro USA - 100%
- Isagro Singapore - 100%
- Arterra BioScience - 22%

## Azionariato
- Holdisa S.r.l. - Azioni Ordinarie 53,7 % e Azioni Sviluppo 3,3%

Isagro SpA è diretta e coordinata da Holdisa Srl e indirettamente controllata da Piemme S.r.l.
Situazione aggiornata sulla base delle comunicazioni pervenute ai sensi di legge ed elaborate fino al 27/10/2015
Fonte: Consob - Azionariato Isagro 17.10.13

## Dati societari
- Ragione sociale: Isagro S.p.A.
- Sede legale: Via Caldera, 21 - 20153 Milano
- Capitale sociale: 24.961.207,65 euro
- Codice Fiscale e Partita IVA: 09497920158

## Fonti
- www.borsaitaliana.it, su borsaitaliana.it.
- www.consob.it, su consob.it.
- www.isagro.it, su isagro.it.